# Union sportive de la médina d'Alger
Maillots
Actualités
L'Union sportive de la médina d'Alger (en arabe : الإتحاد الرياضي لمدينة الجزائر), couramment abrégé en USMA ou encore USM Alger, est un club de football algérien basé à Alger. Fondé le 5 juillet 1937, il est le premier club à avoir remporté le championnat d'Algérie de football en 1963 avec sa légende et ancien capitaine d'équipe Abdelaziz Ben Tifour.
Le club possède l'un des palmarès les plus étoffés du football algérien, remportant le championnat d'Algérie et la coupe d'Algérie à huit reprises, deux Supercoupe d'Algérie, une Coupe arabe des clubs champions, une Coupe de la confédération et une Supercoupe de la CAF. L'IFFHS classe l'USMA à la 18e place des meilleurs clubs africains de la décennie 2001-2010. Cinq ans plus tard, en Ligue des champions de la CAF, le club atteint pour la première fois de son histoire la Finale de la Ligue des champions de la CAF 2015 mais s'incline lourdement devant le TP Mazembe.
Après son premier titre de champion d'Algérie en 1963, l'USM Alger connaît une longue période de disette notamment marquée par sept défaites en finale de la coupe d'Algérie, dont cinq consécutives de 1969 à 1973. Le club change de nom en 1977 et devient l'Union sportive kahraba d'Alger dans le cadre d'une réforme sportive entreprise par l'État algérien. La disette de titres prend fin en 1981 quand l'USKA, alors en D2, remporte la coupe d'Algérie pour la première fois de son histoire. Sept ans plus tard, en 1988, les Rouges et Noirs sous l'appellation d'Union d'Alger, remportent à nouveau la compétition.
Le club récupère son ancien sigle d'USMA à la suite de l'abandon définitif de la réforme sportive à la fin des années 1980. De 1990 à 1995, les Usmistes végètent en deuxième division pendant cinq saisons, la plus longue période passée par l'équipe en D2 depuis l'indépendance du pays. À son retour en D1, l'USMA connaît son âge d'or durant la décennie 1995-2005 sous la présidence de Saïd Allik, remportant quatre championnats ainsi que cinq coupes d'Algérie, sans gagner la Ligue des champions de la CAF. En 2010, dans le cadre de la professionnalisation du football algérien, l'USMA change de statut pour devenir une société sportive par actions. Dans la foulée, le club est racheté par l'actionnaire majoritaire, l'homme d'affaires Ali Haddad.
En février 2020, le club est racheté par Serport, groupe algérien des services portuaires. Le Groupe Serport, est l'actuel actionnaire majoritaire du capital social de la SSPA-USMA avec 95%. Le rachat des parts détenues par l'ETRHB et la famille Haddad par le groupe étatique Serport, est effectué le 10 février 2020, après une année difficile pour le club à la suite des démêlés judiciaires d'Ali Haddad. Concernant les autres actionnaires du club, le Club sportif amateur (CSA) de l'USMA, représenté par Saïd Allik et Rabah Allam, possède 4% et les 1% d'actions restantes, sont détenues par Boualem Chendri.
L'USM Alger reçoit ses adversaires au stade Omar-Hamadi à Bologhine, qui est également le siège social du club. Certains matchs susceptibles de drainer une plus grande affluence se jouent au stade du 5-Juillet-1962, la plus grande enceinte de la ville d'Alger et du pays. Les Usmistes rivalisent avec les plus grands clubs d'Algérie à savoir : la JS Kabylie, l'ES Sétif, le MC Alger et le CR Belouizdad, et ce depuis des décennies.

## Résultats sportifs

### Palmarès
En remportant huit championnat d'Algérie, huit Coupes d'Algérie, deux Supercoupes d'Algérie, une Coupe arabe des clubs champions, une Coupe de la confédération et une Supercoupe de la CAF, l'USM Alger fait partie du top 3 des clubs algériens qui ont remporté au moins 20 titres officiels dont deux titres africains après la JS Kabylie et l'ES Setif.
En coupe d'Algérie, l'USMA est le club le plus titré avec huit trophées gagnés. Le club détient aussi le record de finales perdues en échouant à neuf reprises sur la dernière marche (dont cinq consécutivement, de 1969 à 1973). L'USM Alger a ainsi participé à 17 finales soit plus d'un tiers du total (ce qui constitue un record également).
En 2003, les Usmistes réalisent leur premier doublé coupe-championnat de leur histoire.
En 2013, les Usmistes réalisent leur premier triplé, remportant 3 titres cette saison-là, dont 2 titres nationaux, la Coupe d'Algérie 2013, et la Super coupe d'Algérie 2013, ainsi que le 1er titre International du club, à savoir la Coupe de l'UAFA.
En 2023, les Usmistes réalisent leur premier doublé continental en remportant la Coupe de la confédération 2022-2023 et la Supercoupe de la CAF.
Palmarès de l'USM Alger dans les compétitions nationales et internationales :
| Compétitions nationales | Compétitions internationales |
| --- | --- |
| - Ligue 1 (8) : - Champion : 1963, 1996, 2002, 2003, 2005, 2014, 2016 et 2019. - Vice-champion : 1998, 2001, 2004 et 2006. - Coupe d'Algérie (9) (record) : - Vainqueur : 1981, 1988, 1997, 1999, 2001, 2003, 2004, 2013 et 2025. - Finaliste : 1969, 1970, 1971, 1972, 1973, 1978, 1980, 2006 et 2007. - Supercoupe d'Algérie (2) - Vainqueur : 2013 et 2016. - Finaliste : 1981, 2014 et 2019. - Ligue d'Alger (LRF Centre) (1) : - Vainqueur : 1963. - Ligue 2 (4) : - Champion : 1974, 1981, 1987 et 1995. | - Ligue des champions de la CAF : - Finaliste : 2015. - Coupe de la confédération (1) : - Vainqueur : 2023. - Supercoupe de la CAF (1) : - Vainqueur : 2023. - Coupe de l'UAFA (1) : - Vainqueur : 2013. - Coupe du Maghreb des vainqueurs de coupe : - Finaliste : 1970. |

### Bilan sportif
| Championnat                  | Saisons | Titres | J    | G   | N   | P   | Bp   | Bc   | Diff |
| ---------------------------- | ------- | ------ | ---- | --- | --- | --- | ---- | ---- | ---- |
| Ligue 1                      | 42      | 8      | 1218 | 517 | 326 | 375 | 1600 | 1201 | +399 |
| Ligue 2                      | 16      | 4      | 387  | 190 | 122 | 75  | 580  | 306  | +274 |
| Total                        | 56      | 12     | 1512 | 655 | 428 | 429 | 2042 | 1424 | +618 |
| Coupes nationales            | Saisons | Titres | J    | G   | N   | P   | Bp   | Bc   | Diff |
| Coupe d'Algérie              | 55      | 8      | 198  | 130 | 35  | 33  | +300 | +150 | -    |
| Coupe de la Ligue            | 3       | 0      | -    | -   | -   | -   | -    | -    | -    |
| Supercoupe d'Algérie         | 5       | 2      | 5    | 2   | 0   | 3   | 9    | 6    | +3   |
| Coupes internationales       | Saisons | Titres | J    | G   | N   | P   | Bp   | Bc   | Diff |
| Compétitions africaines      | 21      | 2      | 146  | 65  | 25  | 36  | 174  | 103  | +78  |
| Compétitions arabes          | 4       | 1      | 25   | 11  | 8   | 6   | 40   | 29   | +11  |
| Compétitions nord-africaines | 2       | 0      | 4    | 1   | 0   | 3   | 3    | 6    | -3   |

### Palmarès des jeunes

#### Espoir
- Championnat d'Algérie Espoir (1)
  - Champion : 2016.
- Coupe d'Algérie Espoir (1)
  - Vainqueur : 2018.

#### (U20)
- Coupe d'Algérie Junior (6)
  - Vainqueur : 1972, 1973, 1975, 1989, 1998 et 2000.
  - Finaliste : 1970.

#### (U19)
- Coupe d'Algérie Junior (1)
  - Vainqueur : 2018.

#### (U18)
- Coupe d'Algérie Junior (1)
  - Vainqueur : 2017.
  - Finaliste : 2016.

#### (U17)
- Coupe d'Algérie Cadets (2)
  - Vainqueur : 1969 et 2011.
  - Finaliste : 1989, 1978, 2007 et 2015.

#### (U15)
- Coupe d'Algérie
  - Finaliste : 2008, 2011 et 2015.

### Trophées honorifiques et récompenses individuels
| Meilleurs joueurs | Meilleurs buteurs | Meilleurs gardiens de but |
| --- | --- | --- |
| - Ballon d'or algérien (2) : - Amar Ammour (2003) - Billel Dziri (2005) - Meilleur espoir (1) : - Zinedine Ferhat (2013) - Oscars de Maracana du Meilleur espoir (4) : - Islam Aït Ali – 2009. - Farouk Chafaï – 2012. - Zinedine Ferhat – 2013. - Mohammed Benkhemassa – 2016. | - Meilleur buteur de la Ligue des champions (2) : - Tarek Hadj Adlane (1997) - Mamadou Diallo (2004) - Soulier d'or algérien (2) : - Moncef Ouichaoui (2002-2003) - Oussama Darfalou (2017-2018) | - Gant d'or algérien (4) : - Hichem Mezaïr (2003) - Mohamed Lamine Zemamouche (2013, 2015, et 2016) - Oscars de Maracana Meilleur gardien (2) : - Mohamed Lamine Zemmamouche (2013 et 2014). |

## Personnalités du club

### Joueurs emblématiques

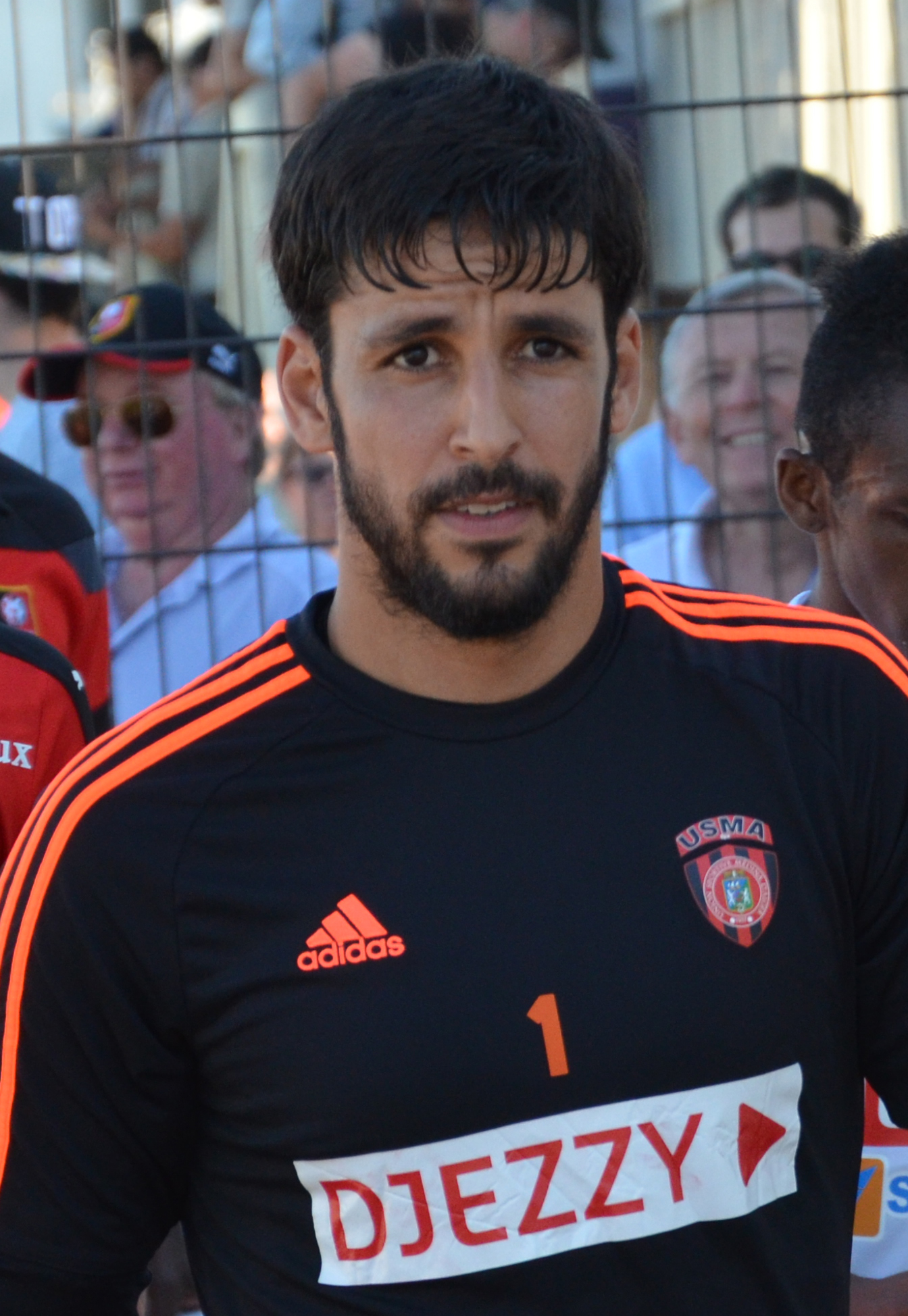
Mohamed Lamine Zemmamouche, le gardien de but de l'équipe, est le joueur le plus capé de l'USM Alger, active lors plus de 400 matchs depuis la saison 2003-2004.

Tarek Hadj Adlane, est l'un des joueurs emblématiques de l'USMA, il est également le meilleur buteur du club avec 102 réalisations, en toute compétitions confondues, Il est élu meilleur buteur lors de la Ligue des champions de la CAF 1997, avec 8 buts inscrits. Il remporta son premier trophée avec l'USMA en 1988, lorsqu'il affronta en finale de coupe d'algérie le CR Belouizdad, avec son entraîneur de l'époque, Djamel Keddou,« le sherif »  figure emblématique de l'USMA, et vainqueur de la compétition en 1982 pour la première fois ans l'histoire du club, en tant que joueur. Il remporta donc, sept ans plus-tard en 1988, le deuxième titre de coupe d'Algérie du club, mais cette fois-ci en tant qu'entraîneur de l'équipe.
Mahieddine Meftah surnommé « Tchico », est l'un des joueurs les plus titrés du club, il s'agit d'ailleurs du joueur le plus titré d'Algérie, à la fois avec la JS Kabylie, et l'USM Alger avec qui il remporte 8 titres dont 3 titres de championnats (2002,2003 et 2005) et 5 coupes d'Algérie (1997, 1999, 2001, 2003 et 2004).
L'international malien Mamadou Diallo, joueur du club lors de la saison 2003-2004, est élu meilleur buteur de la Ligue des Champions de la CAF en 2004 avec 10 buts inscrits, le joueur a inscrit 17 buts en une saison, toutes compétitions confondues, et est repéré par le FC Nantes, il ne reste qu'un an avec l'USMA avant de s'envoler pour la France en Ligue 1 pour une indemnité estimée à 700 000 €,.
Le joueur ayant inscrit le plus de buts en une seule saison de Ligue 1 est Moncef Ouichaoui, lors de la saison 2002-2003 avec 18 buts. Quinze ans plus tard, Oussama Darfalou remporte le même trophée du meilleur buteur du championnat d'Algérie avec 18 réalisations en 27 rencontres.
Mohamed Lamine Zemmamouche est le joueur le plus capé de l'équipe avec 379 apparitions (en cours), depuis la saison 2003-2004. Il est également le joueur Le plus ancien de l'équipe, âgé de 35 ans, et dispute actuellement sa 16e saison de Ligue 1 avec l'USMA en tant que capitaine d'équipe. Au niveau international, Zemmamouche est le plus impliqué, avec 43 apparitions, dont 31 apparitions en Ligue des champions de la CAF et 12 en Coupe de la confédération. En Coupe du Monde, Zemmamouche est le seul joueur de l'USM Alger à avoir participé à la compétition, en 2014, lorsqu'il fit choisi parmi la liste des 23 sélectionnés par Vahid Halilhodžić, avec l'équipe d'Algérie, il atteint alors, les 8es de finale de la compétition, devenant le premier joueur du club à participer à une Coupe du monde, Cependant il ne figure dans le 11 de départ d'aucun des 4 matchs, et ne dispute aucune des quatre confrontations jouées durant la compétition.
Djamel Zidane, ancien joueur de l'USMA lors des années 1970, participa lui aussi à deux coupe du monde en 1982 et 1986, mais pas en tant que joueur de l'USMA, car il évoluait à l'époque en championnat belge, avec le KV Courtrai et Waterschei THOR. D'autres anciens joueurs de l'équipe tels que : Abdelkader Laïfaoui, Yacine Bentalaa, Mustapha Kouici, Mehdi Cerbah et Djamel Menad ont participé à la coupe du monde, mais pas en tant que joueurs de l'USMA (durant la compétition)
Aux Jeux olympiques de Rio 2016, Cinq joueurs de l'USMA ont participé parmi l'équipe d'Algérie olympique, à savoir : Ayoub Abdellaoui, Raouf Benguit, Mohammed Benkhemassa, Oussama Darfalou et Abderrahmane Meziane.
En ce qui concerne les joueurs étrangers, le Malien Diallo Mamadou a participé aux Jeux Olympiques en 2004 ainsi que Coupe d'Afrique des nations. Le joueur malgache, Charles Andriamanitsinoro qui disputa 132 matchs avec l'USMA depuis la saison 2012-2013 jusqu'à la saison 2016-2017, participa à la Coupe d'Afrique des nations 2019, avec l'équipe national du Madagascar, avec qui il atteint les quarts de finale de la compétition, éliminé par la Tunisie. Il inscrit également deux buts lors du tournoi, face à la Guinée, et face au Nigeria, lors de la phase de groupes de la CAN 2019.
De nombreux joueurs talentueux tels que : Abderahmane Meziane, Raouf Benguit, Mohamed Benkhemassa, Oussama Darfalou, Ayoub Abdelaoui, Farouk Chafaï ainsi que Zinedine Ferhat, ont joué sous le maillot de l'USMA auparavant.

### Joueurs les plus capés
Gras Toujours jouer au football compétitif dans USM Alger
depuis la saison 2000-2001.
Statistiques dernière mise à jour le match contre NC Magra le 14 juin 2024.
| Rang | Nom                  | Ligue | Coupe | Autres1 | Afrique2 | Arabe3 | Total |
| ---- | -------------------- | ----- | ----- | ------- | -------- | ------ | ----- |
| 1    | Lamine Zemmamouche   | 298   | 33    | 6       | 49       | 19     | 405   |
| 2    | Karim Ghazi          | 239   | 27    | 0       | 24       | 12     | 302   |
| 3    | Nacereddine Khoualed | 237   | 24    | 3       | 14       | 12     | 290   |
| 4    | Billel Dziri         | 210   | 27    | 0       | 33       | 11     | 281   |
| 5    | Hocine Achiou        | 205   | 29    | 0       | 35       | 12     | 281   |
| 6    | Hamza Koudri         | 206   | 19    | 3       | 38       | 9      | 275   |
| 7    | Mohamed Hamdoud      | 192   | 28    | 0       | 32       | 8      | 260   |
| 8    | Mohamed Rabie Meftah | 188   | 18    | 3       | 41       | 8      | 258   |
| 9    | Farouk Chafaï        | 188   | 21    | 3       | 37       | 8      | 257   |
| 10   | Mokhtar Benmoussa    | 168   | 16    | 3       | 36       | 8      | 231   |

### Meilleurs buteurs en compétitions officielles
Gras Toujours jouer au football compétitif dans USM Alger
depuis la saison 1995-1996.
Statistiques dernière mise à jour le match contre NC Magra le 14 juin 2024.
| Rang | Nom                  | Championnat | Coupe | Autres1 | Afrique2 | Arabe3 | Total |
| ---- | -------------------- | ----------- | ----- | ------- | -------- | ------ | ----- |
| 1    | Billel Dziri         | 51          | 3     | 0       | 16       | 4      | 74    |
| 2    | Tarek Hadj Adlane    | 35          | 11    | 0       | 14       | 0      | 60    |
| 3    | Amar Ammour          | 40          | 4     | 0       | 6        | 3      | 53    |
| 4    | Mohamed Rabie Meftah | 38          | 2     | 1       | 6        | 2      | 49    |
| 5    | Ismail Belkacemi     | 49          | 3     | 1       | 3        | 0      | 56    |
| 6    | Rabie Benchergui     | 31          | 6     | 0       | 7        | 0      | 44    |
| 7    | Noureddine Daham     | 32          | 4     | 0       | 2        | 3      | 41    |
| 8    | Hocine Achiou        | 25          | 9     | 0       | 5        | 1      | 40    |
| =    | Oussama Darfalou     | 30          | 0     | 0       | 10       | 0      | 40    |
| =    | Issaad Bourahli      | 25          | 5     | 0       | 9        | 1      | 40    |

1 Supercoupe et Coupe de la Ligue.
2 Coupe d'Afrique des vainqueurs de coupe, Coupe de la CAF, Coupe de la confédération et Ligue des champions de la CAF.
3 Ligue des champions et UAFA Club Cup.

### Entraîneurs
| Rang | Nom                  | Matchs dirigés | %. victoires |
| ---- | -------------------- | -------------- | ------------ |
| 1    | Noureddine Saâdi     | 133            | 56.39%       |
| 2    | Abdelaziz Ben Tifour | 121            | 55.37%       |
| 3    | Djamel Keddou        | 108            | 43.52%       |
| 4    | Younès Ifticen       | 63             | 55.56%       |
| 5    | Miloud Hamdi         | 62             | 51.61%       |

Après l'indépendance, USM Alger a amené l'ancien OGC Nice et AS Monaco joueur Abdelaziz Ben Tifour à être entraîneur et joueur en même temps, il a mené le club à remporter son premier titre de Critérium d'Honneur contre le MC Alger dans un match au cours duquel il a marqué un but. Au début des années 1980, l'USMA passe un contrat avec Ali Benfadah pour être entraîneur, et après sept finales de Coupe d'Algérie, il le conduit finalement à remporter la première coupe en 1981. À partir de la saison 1986-1987, le fils de l'équipe Djamel Keddou est devenu le nouvel entraîneur, avec Mustapha Aksouh comme assistant et malgré le manque d'expérience, des capacités faibles et une équipe jeune, il a réussi à remporter le titre de Coupe d'Algérie en 1988 contre CR Belcourt pour la deuxième fois de son histoire.

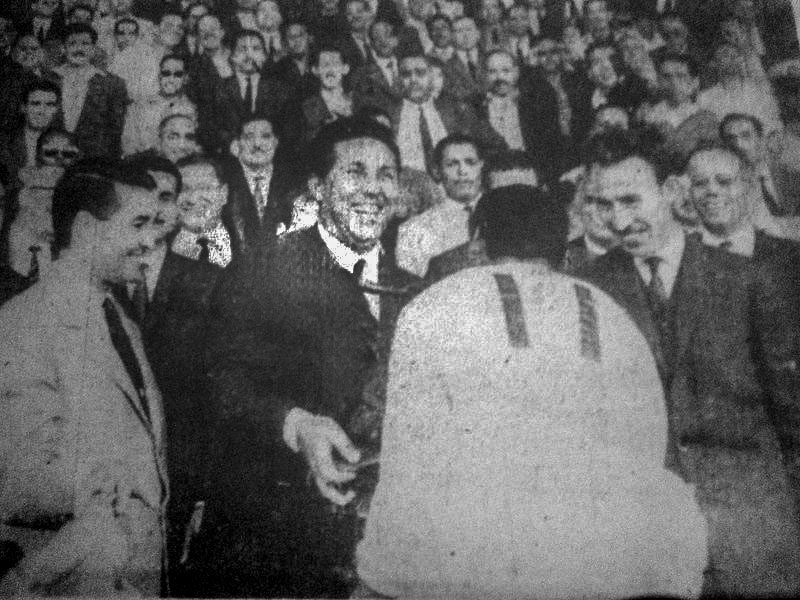
Bentifour, entraîneur de l'USM Alger reçoit des mains de Ben Bella président de la république, le 1er trophée du championnat d'Algérie de football, sous le regard du Président de la FAF le Dr Maouche (à gauche) et du ministre de la défense Houari Boumédiène (à droite), le 16 juin 1963.

Le club est ensuite tombé en deuxième division, où j'ai subi une instabilité au niveau de la barre technique, et après l'avènement de Saïd Allik comme président du conseil d'administration, et qui a contracté avec le jeune entraîneur Younes Ifticène pour obtenir une promotion en première division, ce qui a été réalisé lors de la saison 1994-1995. Ifticen a quitté l'USM Alger malgré la réalisation de l'objectif souligné d'être remplacé par Nour Benzekri, qui n'est pas resté beaucoup et est parti à cause de son désaccord avec Azzedine Rahim, où Mustapha Aksouh a terminé la saison et l'a conduit à remporter le premier titre de Championnat en 33 ans. Lors de la saison 1997-1998, Younès Ifticen est revenu à nouveau où il a réalisé un exploit avec lui en Ligue des champions de la CAF 1997 et n'a pas réussi à atteindre la finale par un but de différence. En championnat, il a atteint la finale contre USM El Harrach, malgré une progression dans le résultat avec deux buts, mais dans les 20 dernières minutes l'équipe a encaissé trois buts, à la fin Le match a été imputé à l'entraîneur surtout après avoir sorti les deux buteurs.
Lors de la saison 2002-2003, l'USM Alger a engagé un jeune entraîneur Azzedine Aït Djoudi, qui a réalisé un grand exploit en remportant le doublé championnat et coupe pour la première fois de l'histoire du club. Et éliminé en demi-finale de la Coupe des vainqueurs de coupe contre le Wydad AC. Malgré le succès, Aït Djoudi n'a pas terminé sa carrière avec le club et est parti pour être remplacé par Mourad Abdelouahab, ce dernier, malgré les bons résultats et a disputé les demi-finales de la Ligue des champions, mais il est parti alors que l'équipe était à la deuxième place, pour être temporairement remplacé par Aksouh jusqu'à la fin de la saison et l'a conduit à remporter la Coupe d'Algérie. Encore une fois début de saison avec un nouvel entraîneur, où est revenu Noureddine Saâdi qui a exprimé sa satisfaction de prendre, à nouveau, les destinées du club algérois pour la saison prochaine. Malgré les bons résultats il est sorti à la fin du match aller et l'équipe était en tête, et Djamel Menad est venu à sa place parti après les mauvais résultats et élimination de la Coupe de la confédération, selon Menad sa décision est motivée par des “raisons personnelles” qu'il ne veut aucunement étaler sur la place publique. “Après mûre réflexion, j'ai décidé de quitter mon poste. Les raisons de cette décision je préfère les garder pour moi, mais sachez qu'elles n'ont aucun rapport avec les derniers résultats de l'équipe”. Une fois de plus Aksouh termine la saison et remporte le titre de championnat avec facilité. Après cela, le club est entré dans le vide, malgré son contrat avec des entraîneurs connus comme Mustapha Biskri, Rachid Belhout, Abdelkader Amrani et Kamel Mouassa, et même des étrangers, à savoir René Lobello et Oscar Fulloné et cela jusqu'à la fin de l'ère du président Allik. Après la vacance du poste d'entraîneur à la suite du départ de Mouassa, Noureddine Saâdi vient d'officialiser son retour chez les Rouge et Noir. En effet, après un premier contact avec le président Allik, Il a dirigé l'équipe jusqu'à la fin de la saison malgré des problèmes financiers, et avec l'avènement de ETRHB Haddad, Saâdi a été démis de ses fonctions pour être remplacé par le Français Hervé Renard avec une clause dans son contrat lui permettant de partir s'il est sollicité par une sélection nationale.

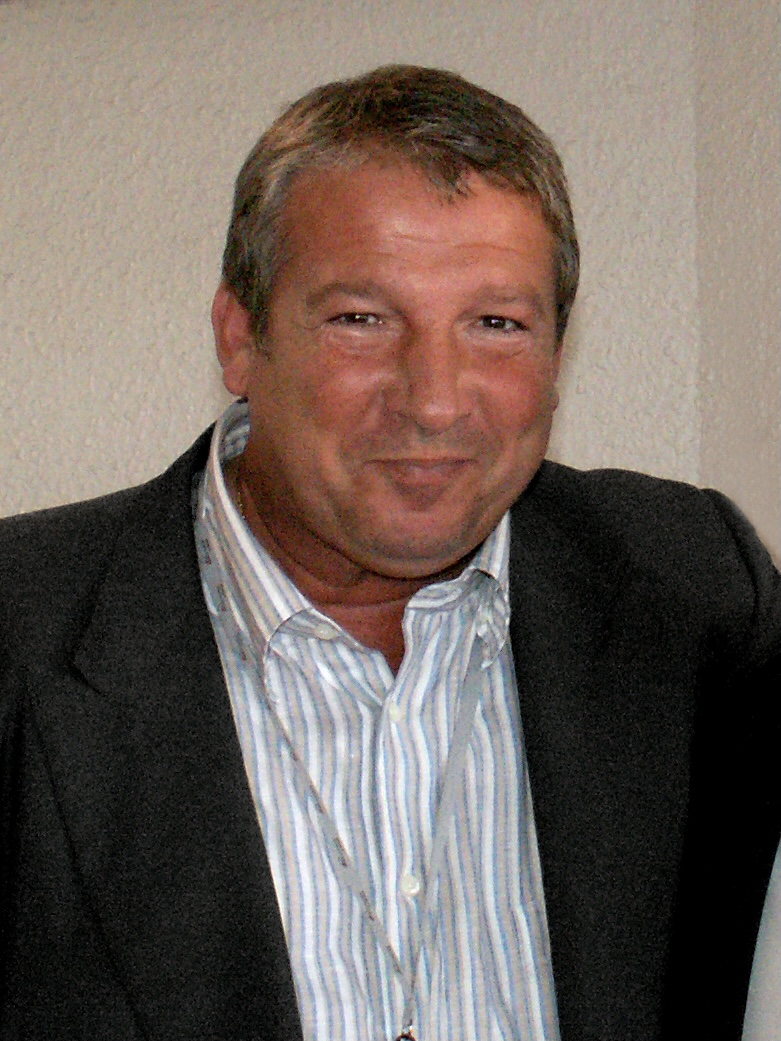
Rolland Courbis entraîneur de l'équipe (2012-2013) et le premier étranger a remporté un titre avec l'équipe de l'USM Alger.

Avec le début de la saison 2012-2013, l'USMA a signé un contrat avec l'Argentin Miguel Angel Gamondi., et après les mauvais résultats, il a été limogé de son poste et remplacé par l'ancien entraîneur de l'Olympique de Marseille Rolland Courbis comme nouvel entraîneur. L'objectif est de ramener le club sur la piste des titres, et avec la faiblesse des chances de l'USMA d'atteindre la Ligue 1, son attention est devenu sur la Coupe d'Algérie pour atteindre la Finale et dans le Derby algérois, Courbis a remporté le premier titre en sa carrière d'entraîneur, qui est la première pour l'USMA en 8 ans. Une semaine plus tard, il remporte un autre titre, cette fois la Coupe de l'UAFA après avoir battu Al-Arabi SC. Malgré la confiance accordée par l'administration à Corbis, il décide de partir et met fin à son contrat en accord avec l'USMA. Un mois plus tard, Courbis rejoint son ancien club Montpellier HSC. Hubert Velud est devenu le nouvel entraîneur de l'USM Alger en remplacement de son compatriote Courbis, champion de la saison dernière avec l'ES Sétif jusqu'à la fin de la saison, avec la possibilité de le prolonger en cas de bons résultats. Velud a remporté son premier titre en Super Coupe face à l'ES Sétif. Le début en Ligue 1 a été plus que merveilleux puisque l'USM Alger n'a perdu aucun match jusqu'à la fin de la saison seize victoire, dont huit consécutives pour remporter facilement la Ligue 1, c'est son deuxième titre cette saison. Après une série de mauvais résultats et de 15 matches qu'il a remportés en seulement cinq, l'USM Alger a décidé de licencier Velud, bien que sa carrière ait été couronnée de succès au cours de laquelle il a remporté deux titres en un an et demi.
Après le départ les entraîneurs français, Rolland Courbis et Hubert Velud, USM Alger a signé un contrat avec l'Allemand Otto Pfister, et en raison des mauvais résultats, il a été démis de ses fonctions. À la fin de la saison, le club s'est mis à la recherche d'un nouvel entraîneur, où il a tenté de signer avec Djamel Belmadi, mais ce dernier a refusé. L'USM Alger a décidé de faire confiance à l'entraîneur adjoint Miloud Hamdi, qui a réussi ce que d'autres ont échoué en amenant le club en finale de la Ligue des champions de la CAF 2015 pour la première fois de son histoire. Il a montré de grandes capacités, malgré des doutes sur ses capacités, et a conclu la saison avec le titre de Ligue 1, et malgré cela, à la fin de la saison, il a quitté. Le 5 août 2020, l'USM Alger a officiellement annoncé François Ciccolini comme nouvel entraîneur du club, et son staff technique sera Benaraibi Bouziane comme premier adjoint, l'ancien international Mohamed Benhamou comme entraîneur des gardiens, Nicolas Baup comme préparateur physique et Sylvain Matrisciano comme entraîneur des moins de 21 ans. Après avoir perdu la finale de la Super Coupe, l'USM Alger a décidé de limoger Ciccolini de son poste car il n'était pas monté sur le podium pour recevoir la médaille, ce qui était considéré comme une insulte à un organisme officiel qu'était le Premier ministre Abdelaziz Djerad. Le 25 décembre 2021, l'USM Alger a décidé de résilier le contrat avec Denis Lavagne en raison de mauvais résultats. Achiou a déclaré qu'ils ne se précipiteraient pas pour signer un nouvel entraîneur, qui devrait être digne de la philosophie du club, Lavagne a demandé 198 000 euros après résiliation unilatérale du contrat ou pour aller à la FIFA, l'entraîneur par intérim Azzedine Rahim a déclaré qu'il ne voulait pas brûler les étapes et pour être entraîneur-chef, vous devez passer par plusieurs étapes. Après la fin de la première étape dirigée par un entraîneur intérimaire pendant plus d'un mois, l'USM Alger a contracté le Serbe Zlatko Krmpotić avec l'adjoint marocain Jamil Benouahi, Krmpotić qui a entraîné plusieurs clubs en Afrique, signera un contrat de 6 mois et pourrait être renouvelé en cas de place au classement de la ligue en fin de saison.
Le 18 avril 2022 après la défaite contre le MC Oran, Krmpotić est démis de ses fonctions et l'USM Alger décide de s'appuyer sur son adjoint Jamil Benouahi pour terminer la saison. Ses débuts ont été bons puisque Benouahi a mené le club à sa première victoire après deux mois, après quoi dans le Derby algérois, Benouahi a remporté une victoire importante et inattendue qui permet au club de rechercher une participation continentale, et après la cinquième victoire consécutive Benouahi a déclaré qu'il souhaitait rester dans le club, mais la décision leur appartenait et qu'il était devenu fan de cette équipe. Le 6 juillet 2022, Benouahi a prolongé son contrat d'un an pour rester entraîneur-chef pour la nouvelle saison. La délégation de l'USM Alger devrait se rendre à Antalya, en Turquie, pour suivre une formation préparatoire de 14 jours pour le début de la saison. Mais le jour du voyage, l'entraîneur Jamil Benouahi et certains joueurs ont refusé de voyager en raison de leurs obligations financières, immédiatement après que l'administration de l'USM Alger a décidé de licencier l'entraîneur de son poste,. Le lendemain, 14 joueurs, le préparateur physique Kamel Boudjenane et l'entraîneur des gardiens Lounès Gaouaoui ont signé un document qui refusait de limoger Benouahi et exigeait le départ d'une partie de l'administration et de l'entraîneur adjoint Sofiane Benkhelifa nommé par l'administration. Les dirigeants de l'USM Alger ont mis fin aux fonctions du staff technique de Benouahi. L'entraîneur et ses pairs, le préparateur physique Boudjenane et l'entraîneur des gardiens Gaouaoui, ont été démis de leurs fonctions après une audition devant le conseil de discipline.
Le 4 août 2022, l'USMA a passé un contrat avec Boualem Charef pour être le nouvel entraîneur avec son staff. Le 7 novembre 2022, l'USM Alger a annoncé à l'opinion publique qu'elle avait réglé le cas de l'entraîneur Denis Lavagne en s'acquittant de l'intégralité de la cotisation financière qu'il réclamait par l'intermédiaire de la "FIFA", l'USMA a estimé que le cas de Lavane appartenait au "passé", et ce dossier a finalement été clos après virement des fonds sur son compte dans les délais légaux fixés par la "FIFA".

### Présidents
| Rang | Nom                | Période   |
| ---- | ------------------ | --------- |
| 12   | Saïd Hammo         | 1977-1980 |
| 13   | Hadji              | 1980-1984 |
| 14   | Abdesslem Bensahli | 1985-1989 |
| 15   | Saïd Hammo         | 1989-1991 |
| 16   | Rachid Khelouati   | 1992-1993 |
| 17   | Mouldi Aïssaoui    | 1993-1994 |
| 18   | Saïd Allik         | 1994-2010 |
| 19   | Ali Haddad         | 2010-2019 |
| 20   | Boualem Chendri    | 2019-2020 |
| 21   | Achour Djelloul    | 2020-2022 |
| 22   | Abdelkarim Harkati | 2022-     |

| Rang | Nom                      | Période   |
| ---- | ------------------------ | --------- |
| 1    | Arezki Meddad            | 1937-1938 |
| 2    | Ali Hammar dit Ali Zaied | 1938-1939 |
| 3    | Arezki Meddad            | 1940-1942 |
| 4    | Mohamed Zenagui          | 1942-194? |
| 5    | Ali Hammar dit Ali Zaied | 194?-1952 |
| 6    | Saïd Meddad              | 1962-1963 |
| 7    | Abdelkader Amrani        | 1963-1971 |
| 8    | Ali Kezal                | 1971-1972 |
| 9    | Yacef Saâdi              | 1972-1975 |
| 10   | Abdelaziz Tazairt        | 1975-1976 |
| 11   | Rachid Khelouati         | 1976-1977 |

Membre fondateur du club, Arezki Meddad est désigné par ses pairs pour être le premier président de l'histoire de l'USMA. Arezki Meddad fut le premier président, mais il n'a pas été inscrit à la préfecture. C'est dans son café, rue du Divan à la Casbah – qui abritait aussi le siège de l'Étoile nord-africaine – que fut créé l'USMA.
Le premier président officiellement inscrit fut le chahid Ali Hammar dit "Ali Zaied", mort sous la torture du colonialisme en mars 1957. Le club avait en ce temps pour adresse officielle le café de Benkanoun situé rue Randon à la Casbah.
Avec neuf trophées majeurs (4 championnats et 5 coupes) en seize saisons passées à la tête du club, Saïd Allik est le président le plus titré de l'USM Alger. Son premier titre était la saison 1995-1996 immédiatement après son ascension. Le dernier titre était la saison 2004/05. Après cela, en 2010, il vend la plupart des actions du club pour l'homme d'affaires Ali Haddad et la société ETRHB après 16 ans à la tête du club. Le nouveau président a déclaré après son entrée en fonction « J'ai choisi ce club par conviction. Je suis heureux de faire partie de la famille Usmiste. Sachez que cela fait cinq ans que j'aide l'USMA en tant que sponsor. Cette fois-ci, nous avons préféré approfondir le partenariat et nous espérons être à la hauteur en apportant le plus tant attendu. ».
En 2020, le club est racheté par la société nationale Serport, Groupe Algérien des services portuaires. Le rachat des parts de la SSPA/USM Alger détenues par l'ETRHB et la famille Haddad, a été effectué le 10 février 2020, après une difficile année qu'a connu le club, à la suite des démêlés judiciaires du propriétaire de l'ETRHB, Ali Haddad.
L'axe de développement projeté par les nouveaux propriétaires, sous la présidence de Mr. Djelloul Achour, PDG du Groupe Serport, est la relance du projet du centre de formation d'Aïn Benian ainsi que le merchandising par la mise en place d'un pôle commercial destiné à la vente des produits dérivés du club, ainsi que l'exploitation des nouveaux stades en construction à Alger notamment celui du stade de Douera. Et également la signature qui intervient au lendemain de la célébration du 83e anniversaire de la création du club, d'un contrat de deux années avec l'École supérieure d'hôtellerie et de restauration d'Aïn-Bénian (ESHRA, Alger), pour bénéficier des différentes installations de cette structure, la signature de ce contrat s'inscrit dans le cadre de la réorganisation du club décidée par Serport.

### Effectif professionnel actuel
Mise à jour:28 octobre 2024

## Identité du club

### Historique des noms
À sa création en 1937, le club portait le nom d'Union sportive musulmane algéroise. En 1977, une réforme sportive adoptée par le gouvernement obligea tous les clubs algériens à modifier leurs noms dans le cadre de leur parrainage par les sociétés nationales. L'USMA, qui avait hérité de la société de l'électricité et du gaz (Sonelgaz), fut rebaptisée Union sportive kahraba d'Alger (en arabe : كهرباء, kahraba voulant dire électricité).
En proie à une grande crise financière et économique, le gouvernement algérien en place en 1989 décide d'abandonner la réforme de 1977. La plupart des clubs renouent ainsi avec leurs noms d'origine, l'USMA reprenant quant à elle ses initiales, mais avec la modification de la lettre M.
Le nom du club devient alors : Union sportive de la médina d'Alger (arabe : مدينة, médina voulant dire ville).
| Union Sportive Musulmane Algéroise |
| ---------------------------------- |

| Union Sportive Kahraba d'Alger |
| ------------------------------ |

| Union d'Alger |
| ------------- |

| Union Sportive de la Médina d'Alger |
| ----------------------------------- |

### Identité visuelle
Les couleurs initiales de l'USMA étaient le noir et le grenat, couleurs que le club arbora de 1937, année de sa création, à 1945. L'origine de ces couleurs est inconnue.
En mai 1945, à la suite des massacres de Sétif, Guelma et Kherrata, le club décide de remplacer le grenat par le rouge en hommage aux manifestants algériens tués par la répression de l'armée française. Le noir représente le deuil, et le rouge représente quant à lui le sang des victimes[réf. nécessaire].
De juillet à septembre 2023, le blason de la ville d'Alger est retiré du logo du club sur la demande de Saïd Allik, président du Club sportif amateur (CSA/USMA),. Un nouveau logo du club est dévoilé en septembre 2023 après accord du CSA,.

Années 1960
Années 1980
Années 1990
Années 2000
De 2011 à 2023.
Version alternative.
Logo utilisé lors de l'intersaison 2023 en raison du conflit entre le CSA et la SSPA.
Version alternative.
Logo actuel du club (Depuis 09/09/2023).

## Aspects juridiques et économiques

### Aspects juridiques
L'USM Alger est un club affilié à la FAF. Le club est composé d'une association (CSA) et d'une société (SSPA). Le CSA gère la section amateur avec les différentes disciplines (basket-ball, boxe, cyclisme, natation, gymnastique, judo, water-polo).
La société USM Alger possède le statut de Société sportive par actions (SSPA) depuis décembre 2010. Cette SSPA comporte une direction et un conseil d'administration servant d'instrument de contrôle de la gestion du club. Elle a vocation à gérer à la fois la section professionnelle de l'USMA mais aussi les équipes de jeunes (des moins de douze ans jusqu'à l'équipe réserve).
L'actionnaire majoritaire du club depuis février 2020, est le groupe algérien des services portuaires, Serport avec 95%, le reste des actions est détenu par le Club sportif amateur (4%) et Boualem Chendri (1%).

### Organigramme
| Noms                 | Fonctions                                    |
| -------------------- | -------------------------------------------- |
| Kamel Hassina        | Président                                    |
| Abdelmadjid Rezkane  | Directeur général                            |
| Taoufik Korichi      | Directeur sportif                            |
| Sid Ali Yahiaoui     | Secrétaire général                           |
| Réda Amrani          | Membre du CSA                                |
| Taleb Oussedik       | Membre du CSA                                |
| Nacer Chareb         | Membre du CSA                                |
| Abdelhak Bousbia     | Membre du CSA                                |
| Saïd Allik           | Membre du CSA                                |
| Rabah Allam          | Membre du CSA                                |
| Abdelkader Ouldchikh | Directeur des Finances et de la Comptabilité |
| Bouamran Karim       | Chargé des ressources humaines               |
| Rafik Boukercha      | Chargé médias et communication               |
| Juan Carlos Garrido  | Entraîneur                                   |
| Pere Martí           | Entraîneur adjoint                           |
| Abderrahmane Saih    | Préparateur physique                         |
| Boukhalfa Branci     | Entraîneur des gardiens                      |
| Farid Bengana        | Entraîneur U21                               |

### Aspects économiques

#### Sponsoring
| Période   | Équipementier |
| --------- | ------------- |
| 1997-1998 | Virma         |
| 1998-1999 | Uhlsport      |
| 1999-2001 | Puma          |
| 2001-2005 | Uhlsport      |
| 2005-2008 | Lotto         |
| 2008-2011 | Uhlsport      |
| 2011-2012 | Nike          |
| 2012-2016 | Adidas        |
| 2017-2020 | Joma          |
| 2020-2023 | Kappa         |
| 2023-     | Macron        |

Sonelgaz est le sponsor principal de l'USM Alger depuis la réforme sportive de 1977, le logo de l'entreprise est affiché sur le devant du maillot de l'équipe dans le cadre du parrainage. Et jusqu'en 2011, ce logo était même sur l'emblème de l'USMA. La société de télécommunications Djezzy parraine le club depuis 2005. Le 2 avril 2017, le contrat a été renouvelé pour deux saisons entre les deux parties pour 100 millions de dinars par an. Le 21 avril 2019, après 14 ans de financement de l'équipe, le partenariat entre Djezzy et l'USM Alger a été formellement résilié, Djezzy a exigé que la direction de l'USM Alger retire le logo de l'opérateur de téléphonie mobile du maillot du club et du périmètre du stade, en confirmation de son retrait du financement de l'équipe. Propriété de l'actionnaire majoritaire du club, Ali Haddad, de l'entreprise de ETRHB Haddad, il est également sponsor depuis 2010. D'autres sponsors ont sponsorisé le club dans le passé, tels que : Canon Dekorex, Armedic ARTC Insurance, Sonatrach et Renault Trucks.
La société allemande Adidas, a été l'équipementier du club de juillet 2012 à décembre 2016, lorsque l'USMA a annoncé un partenariat avec la marque espagnole Joma. L'accord, qui a duré trois ans et demi, est entré en vigueur en janvier 2017. Le 21 avril 2019, l'USM Alger ouvre, sa première boutique officielle, USMA Store, à El Biar, ceci en attendant l'ouverture d'un mégastore à Bab Ezzouar, En plus de la gamme fournie par Joma, la boutique de l'USMA propose un large gamme de produits dérivés tels que des écharpes, des mugs et des t-shirts aux couleurs du club, La gamme de prix est tout à fait abordable pour de tels produits, ainsi les maillots officiels de l'USMA Joma sont vendus à 4 600 DA (+/- 25 €) alors que T -les chemises se vendent 1600 DA.
Le 8 septembre 2020, l'USM Alger a annoncé avoir signé un contrat de trois ans avec la marque italienne Kappa, c'est le premier club algérien à contracter avec la société de marque d'origine. Le 1er avril 2021, l'USM Alger fait peau neuve, le site officiel de l'équipementier italien "Kappa" a dévoilé les nouveaux maillots que les Usmistes porteront cette année 2021, Ce nouveau maillot Kappa est habillé d'une dominante blanche et noire, et reprend le graphisme de la Casbah d'Alger avec des nuances de gris sur le devant du maillot. Pour des raisons de confort et d'esthétique, un col rond semi-ouvert est présent, tout comme l'emblématique Banda Kappa sur les épaules, Son tissu en polyester respirant lui permet d'évacuer efficacement la transpiration. Et gardez l'athlète au sec le plus longtemps possible. Grâce à la technologie KOMBAT PRO, le maillot permet une liberté de mouvement et un confort inégalés », décrit l'équipementier « Kappa » pour le maillot extérieur.
Les sponsors actuels sont :
- Sonelgaz[56]
- Macron
- Groupe Serport[57]
- SAA Assurances

## Structures du club

### Stades

#### Stade Omar-Hamadi

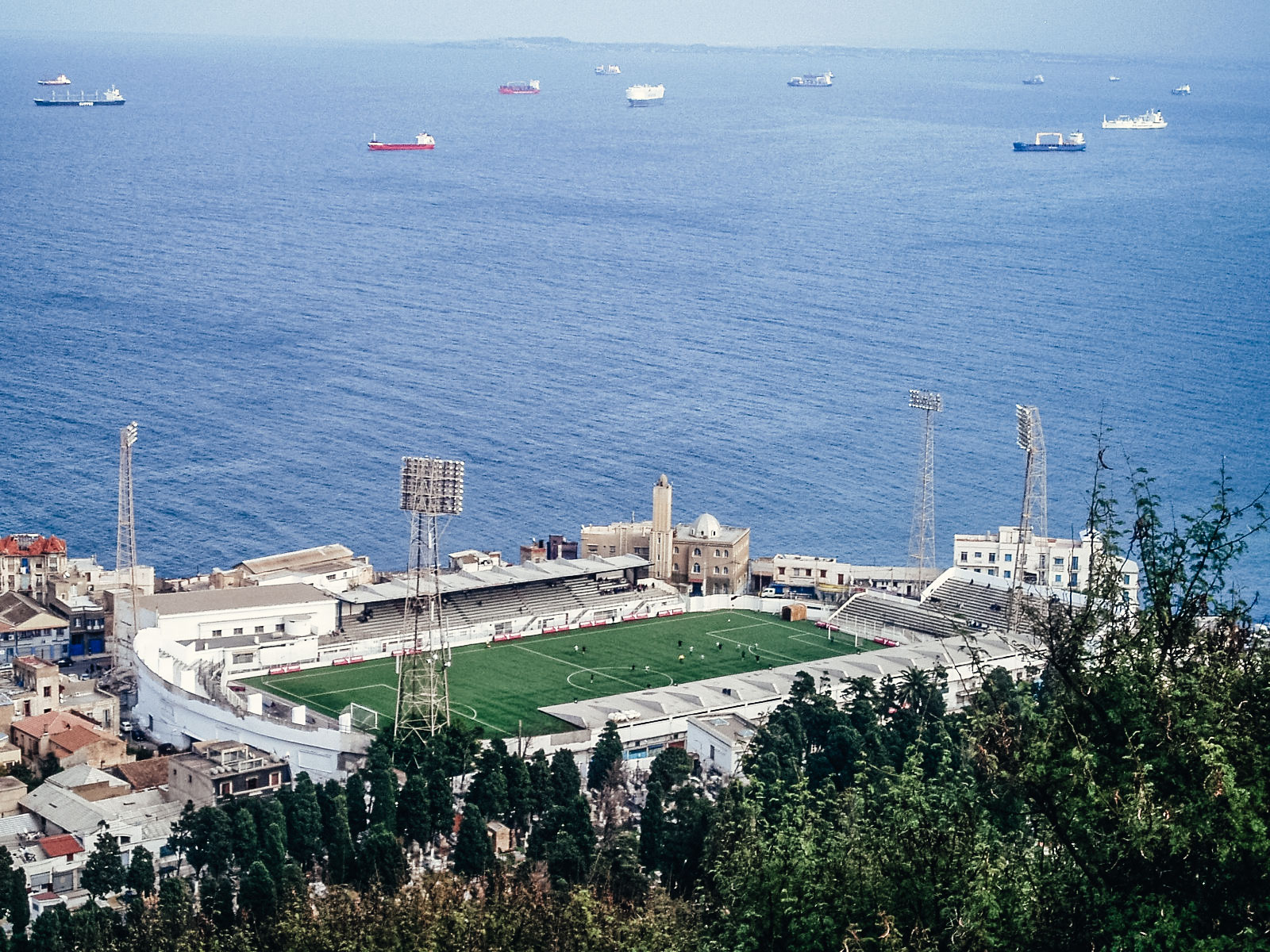
Stade Omar Hamadi, à Bologhine.

L'USM Alger reçoit ses adversaires depuis l'indépendance de l'Algérie en 1962 au stade Omar-Hamadi, situé à Bologhine.
Le stade Omar-Hamadi est construit en 1935, l'enceinte accueille alors les rencontres de l'AS Saint-Eugène, équipe composée de pieds-noirs et basée à Saint-Eugène, ancien nom de la commune de Bologhine. Depuis l'indépendance de l'Algérie en 1962, le stade est la résidence de l'USM Alger
Le stade est bordé par la mer Méditerranée au nord, la basilique Notre-Dame d'Afrique au sud, et par les communes de Bab El Oued et de Raïs Hamidou, respectivement à l'est et à l'ouest.
La capacité du stade est d'environ 15 000 places avec une capacité maximale de 17 500 places. La pelouse est en gazon synthétique de quatrième génération. Le stade Omar-Hamadi a connu plusieurs expansions au fil du temps, mais aussi la démolition d'une tribune en 2003 ; et également plusieurs travaux de rénovations au fil des années notamment en 2011 à l'arrivée de l'ETRHB, en 2016 et enfin en 2020 sous le règne du Groupe Serort, et du président du club, Djelloul Achour. La tribune supérieure du stade fut sérieusement endommagée au niveau des piliers lors du séisme de 1980 qui a ravagé la ville d'El-Asnam (actuellement Chlef) et elle est restée depuis interdite d'accès au public et finit - après d'interminables travaux - par être démolie en 2003.
En 1998, le stade de Bologhine prit le nom de feu-Omar Hamadi, ancien dirigeant du club et révolutionnaire de la première heure (il fut condamné à mort pendant la guerre de libération nationale) et qui a été tragiquement assassiné avec ses deux fils à Bouzareah (Alger) par un groupe terroriste en 1995.
En 2000, une nouvelle tribune fut construite afin d'élargir la capacité d'accueil du stade, qui passa ainsi de 10 000 à 18 000 spectateurs, l'USM Alger, le club qui détient la concession du stade, et a également investi dans la mise en place d'infrastructures nécessaires à la récupération et à l'entraînement des joueurs de l'équipe.

#### Stade du 5-Juillet-1962

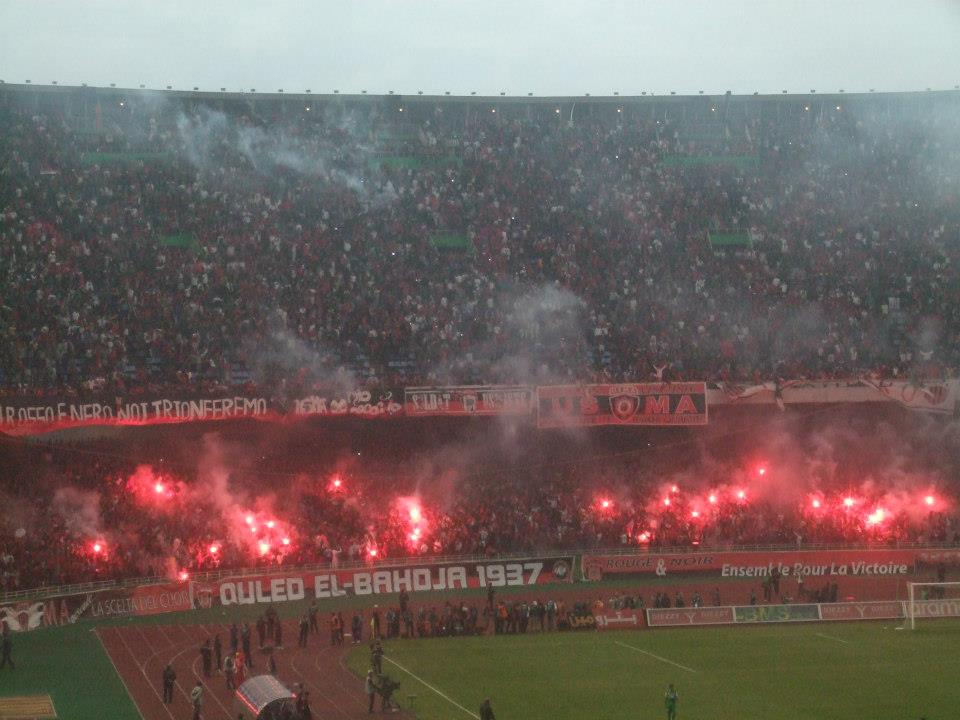
Supporters de l'USM Alger au Stade du 5- juillet-1962, en 2013, lors de finale de la Coupe UAFA.

En ce qui concerne l'USMA, ce stade abrite les derbies algérois, mais aussi les rencontres internationales jugées trop importantes pour avoir lieu au stade Omar-Hamadi, dont la capacité n'est que de 20 000 places. Les Usmistes ont remporté six de leurs huit coupes d'Algérie au 5 juillet.
Inauguré en 1972 par l'ancien président algérien Houari Boumediène, de conception hongroise le stade a une capacité de 100 000 places.
À la suite des jeux méditerranéens organisés en 1975, le stade qui n'a alors qu'une capacité de 85 000 places est modernisé et augmenté. Le record d'affluence est atteint en 1990, lors de la finale de la coupe d'Afrique des nations qui oppose l'Algérie et le Nigeria (1-0), avec 110 000 spectateurs.
Après une mise aux normes de sécurité actuelles en 1999, la capacité du stade est réduite à 80 000 places environ, et à la suite d'une nouvelle phase de rénovation en 2003 (séisme du 21 mai 2003), la capacité est encore réduite à 76 000 places.
Le 3 mars 2010, les Algériens égalent le record du nombre de spectateurs (110 000 spectateurs). Le 14 novembre 2012, après le match Algérie-Bosnie-Herzégovine, la FAF annonce que le stade sera rénové.
Le 21 septembre 2013, à la suite de l'effondrement d'une partie des gradins, deux supporteurs trouvent la mort. En mars 2014, l'entreprise chinoise CSCEC débute l'enlèvement des 2 300 dallettes formant les gradins supérieurs et procède à leur remplacement pour une livraison en décembre 2014.

### Centre d'entraînement et de formation

#### Centre de formation d'Aïn Benian
En juillet 2011, le club entreprend la construction d'un centre d'entraînement et de formation situé à Aïn Benian, dans la banlieue Ouest d'Alger. Ce centre s'étend sur 4 hectares et comprend notamment un terrain en gazon naturel et un autre en synthétique. Afin de mener à bien la réalisation de la structure, l'architecte chargé du projet se basera sur les plans de la cité sportive Joan Gamper, célèbre centre de formation du FC Barcelone.
Le 13 octobre 2018, dans une cérémonie organisée par la direction de l'USM Alger, le ministre algérien de la jeunesse et du sport Mohamed Hattab et le wali d'Alger Abdelkader Zoukh posent la première pierre du centre annonçant le début des travaux de réalisation.
En février 2020, alors que l'USMA est sous la présidence de Mr. Djelloul Achour, PDG du Groupe Serport, ce dernier relance le projet du centre de formation d'Aïn Benian, dont le début des travaux est prévu pour Novembre 2020.

### Boutique officielle
L'USM Alger ouvre, en avril 2019, sa première boutique officielle, USMA Store, à El Biar, ceci en attendant l'ouverture d'un megastore à Bab Ezzouar.

## Culture populaire

### Supporters
Le principal groupe, de 2010 à 2022, a été Ouled El-Bahdja, qui signifie «les fils de la Radieuse», surnom d'Alger. Le groupe ne se revendique pas de la sous-culture ultra. Lors du 115 ème derby entre l'USMA et le MCA, un tifo avec la phrase du Onzième Docteur avant sa régénération I will always remember when the doctor was me, entérine le passage de flambeau à la nouvelle génération. Quelques groupes ultras ont existé comme les «I Rossi Algeri» ou les «Ultras Diablos», mais ils se sont dissous aux alentours de 2010.
Les supporters de l'USMA possèdent des chansons spéciales pour chaque club rival. Leur répertoire comprend aussi des chansons sociopolitiques avec des paroles engagées telles que «Qilouna!» (foutez-nous la paix !), La casa del Mouradia, Babour ellouh, etc. Ces chansons rencontrent un large écho parmi la population algérienne. En 2019, lors des manifestations qu'a connu l'Algérie, les chansons du groupe Ouled El Bahdja sont reprises par les manifestants à travers le pays les propulsant ainsi sur le devant de la scène internationale.
La Casa del Mouradia, chant daté de 2018 avec un contenu hostile au régime, devient un chant emblématique des manifestations du vendredi. Son titre inspiré de la série télévisée La Casa de papel évoque le Palais d'El Mouradia, palais présidentiel, symbole du régime. Les paroles résument les quatre premiers mandats de Bouteflika au fil desquels le mal-être de la jeunesse algérienne n'a cessé de s'amplifier.
Le 26 novembre 2011 au stade du 5 juillet 1962, à l'occasion d'un derby face au Mouloudia d'Alger, les supporters Usmistes sont devenus les premiers supporters en Algérie à réaliser un tifo de grande envergure. Ce tifo arborait l'inscription UNITED aux couleurs du club.
Le 9 septembre 2018 au stade Omar Hamadi de Bologhine, à l'occasion du match retour des 32e de finale de la Ligue des champions arabes UAFA, disputé face au club Irakien « Al-Qowa Al-Jawiya », les supporters de l'USM Alger provoquent un incident diplomatique avec l'Irak à la suite de chants pro Seddam Hussein suivis de réactions négative des joueurs Irakiens qui se sont retirés du match. À la suite de cela l'ambassadeur d'Algérie à Bagdad a été convoqué par le ministère des affaires étrangères Irakien.
Le chanteur de chaâbi, El Hachemi Guerouabi, était un célèbre supporteur du club. Il a d'ailleurs dédié l'une de ses chansons à l'USMA, tout comme l'étaient des figures de la chanson chaâbi Algerienne tels que El Hadj M'hamed El Anka, Amar Ezzahi, et Abdelkader Chaou est lui aussi un grand fan de l'USM Alger.
Le célèbre Groupe Musical, «Groupe Milano», crée lors des années 1990, représente également une grande partie de la culture musicale et artistique Usmiste, contribuant dans le passé à la production de nombreux chants populaires au sein des supporteurs de l'USMA, chantés jusqu'à présent dans les stades. Le Groupe Milano était également l'un des premiers groupes de supporteurs à produire des chants de stade, ainsi que des chants socio-politique à cette époque-là, lors de la décennie noir qu'a connu l'Algérie, le groupe, connu pour ses musiques exceptionnelles et ses reprises lors des années 1900 et 2000, continue à produire des chansons pour le club occasionnellement.

### Rivalités
- MC Alger : La rivalité la plus importante est celle entretenue avec le Mouloudia d'Alger, une rivalité qui prend ses racines avant l'indépendance. Les deux clubs cohabitent dans les mêmes quartiers, et ont à un certain temps partagé le même stade de Bologhine. Le «Doyen» et «El Ittihad» ont une rivalité qui a commencé lors du premier match de championnat entre les deux clubs, et ainsi la rivalité a commencé à s'amplifier au fil des derbys. De nombreuses familles algéroises comptent dans leurs rangs des supporters des deux clubs.
- CR Belouizdad : Un autre rivalité avec le CR Belouizdad, Ce derby est considéré comme le deuxième de l'USMA après celui contre le Mouloudia, mais n'a pas moins d'importance que ce dernier en raison de la concurrence entre les deux équipes sur les titres. La première rencontre entre l'USMA et le CRB remonte a la saison 1962-1963.
- NA Hussein Dey : Le derby entre l'USM Alger et le NA Hussein Dey est également un classique du football Algérien et Algérois.
- ES Sétif : La rivalité avec l'Entente de Sétif est purement sportive, il s'agit de l'un des deux clubs les plus titrés en Coupe d'Algérie. Depuis la saison 2011/2012, l'ESS et l'USMA se sont à chaque fois disputés le titre de champion, ce qui raviva un peu plus cette rivalité.

### Drames
Le 5 juillet 1997, en pleine décennie noire, trois supporters de l'USMA qui fêtaient la coupe d'Algérie remportée par leur club sont assassinés dans un faux barrage à Frais Vallon.
Le 21 septembre 2013, lors d'un derby algérois face au rival MCA, deux supporters de l'USM Alger décèdent, victimes d'une chute à la suite de l'effondrement d'une partie des tribune du stade 5-Juillet.
Le 4 avril 2018, le gardien de but de l'équipe de réserve (U21) de l'USM Alger, Abderrahmane Bouyermane, est décédé à la suite d'un arrêt cardiaque, a annoncé le club algérois sur son site officiel. Âgé de 20 ans, le joueur s'était écroulé subitement sur le terrain alors qu'il effectuait des échauffements pour la séance d'entraînement.

## Parcours international du club
La qualification pour les clubs algériens étant déterminée par la performance d'une équipe dans les compétitions nationales de Championnat d'Algérie et de Coupe d'Algérie. L'USMA, plusieurs fois Champion d'Algérie et vainqueur de la coupe d'Algérie, devient l'équipe qui participe de manière systématique aux diverses compétitions telles que la Coupe des coupes de la CAF, Coupe de la CAF, Coupe de la confédération et la Ligue des Champions de la CAF.
L'USM Alger remporte une Coupe de la confédération le 3 Juin 2023 contre le club Tanzanien Young Africans Sports Club, trois mois plus tard, le 15 Septembre 2013 à Taëf en Arabie Saoudite, l'USM Alger remporte sa première Supercoupe de la CAF contre Al Ahly Sporting Club sur le score d'un but à zéro et devient par la même occasion le seul club algérois à avoir remporté deux coupes d'Afrique.
L'USM Alger arbore deux étoiles pour symboliser son premier doublé continental (le seul club algérois à l'avoir fait) avec ses victoires en Coupe de la confédération et la Supercoupe de la CAF.

### Coupe d'Afrique des vainqueurs de coupes
La première participation de l'USMA en Coupe d'Afrique des vainqueurs de coupe remonte à l'année 1982. Le premier match du club disputé contre CARA Brazzaville se solde par la défaite des algérois 1-0 qui se qualifient en l'emportant 2-0 à Alger. Le club atteint les quarts de finale, mais se fait éliminer par le club ghanéen Hearts of Oak. En 1989 le club se fait éliminer dans la même compétition toujours, en quarts de finale par le club malgache du FC BFV perdant la première manche, au Stade Omar Hamadi.
En 2000, l'USMA perd contre le JS du Ténéré du Niger sur tapis vert alors qu'elle avait fait l'essentiel sur le terrain (1-1 à Niamey, et 1-0 à Omar Hamadi), l'équipe est disqualifiée pour avoir aligné le gardien de but Burkinabé Siaka Coulibaly qui avait falsifié ses papiers d'identité.
En 2002, l'USMA dispute sa première demi-finale dans la compétition, perdue face au WAC.

### Coupe de la CAF
L'USMA participe lors la Coupe de la CAF 1999, le club atteint les quarts de finale, éliminé par Le Wydad AC.

### Coupe de la confédération
L'USM Alger participe pour la première fois en Coupe de la Confédération, en 2005 dans le tour intermédiaire de la compétition, après une élimination face à Al Ahly en Ligue des champions de la CAF, l'USMA participe systématiquement à la Coupe de la confédération, face à l'AS Marsa, ce dernier qui bat l'USMA au tab 4-5, l'USMA quitte la compétition. Huit ans après, Le club participe à l'édition 2013 de la Coupe de la Confédération, lors du premier tour de la compétition, l'USMA bat sur le score de (4-2) la Panthère du Ndé aux termes des deux confrontations, mais les Usmistes furent éliminés par l'US Bitam sur le score de (3-0) en 8e de finale.
Cinq ans après en Coupe de la confédération 2018, l'USM Alger est quart-de-finaliste de la compétition face au club Égyptien Al-Masry Club, battue (2-0) aux termes des deux rencontres, l'USMA est éliminé et quitte donc la compétition.
Cinq ans après, l'USM Alger atteint pour la première fois la finale de la Coupe de la confédération 2022-2023 face au club Tanzanien Young Africans Sports Club qui s'affrontent sur deux manches, une fois sur le terrain de chaque équipe. Le match aller se déroule à Dar es Salam le 28 mai 2023 et est remporté par les Usimstes (2-1) avec des buts inscrits par Aymen Mahious et Islam Merili. Le match retour se déroule à Alger où l'USMA s'incline (1-0). Malgré ce revers, l'USM Alger, ayant marqué plus de buts à l'extérieur que son adversaire remporte la première coupe d'afrique de son histoire le 3 Juin 2023 au Stade du 5 juillet 1962 à Alger.
L'USMA devient par la même occasion le premier club algérien à avoir remporté la Coupe de la confédération qui a été créée en 2004.

### Ligue des champions de la CAF
Après une absence de huit ans des compétitions continentales le club rate, en 1997, de très peu une qualification pour une première finale en Ligue des Champions de la CAF. Lors de la phase de groupes de la compétition, l'USM Alger est vainqueur de 3 matchs, réalise 2 matchs nuls, et une seule défaite, l'USM Alger s'impose face à Orlando pirates sur le score de 2-1 à Alger, pour ensuite réaliser un match nul (1-1) à Johannesburg, face à Primiero de Agosto, l'USMA s'impose 1-0 à Alger, mais s'incline 2-1 lors de son déplacement à Luanda, les Usmistes réalisent un match nul face au Raja Casablanca 2-2 à Alger, mais au match retour le club algérois a su s'imposer à l'extérieur au stade Mohammed-V sur le score de 2-0, ainsi l'USMA termine la phase de groupes de la compétition en 2e place avec 11 points, tout comme le Raja Casablanca, ce dernier leader du groupe et futur vainqueur de la compétition, lui ayant ravi la première place du groupe grâce à une meilleure différence de buts, bien que l'USMA se soit imposée lors des confrontations directes entre les deux équipes.
En 2003 l'USMA atteint les demi-finales de la Ligue des Champions de la CAF, éliminée par Enyimba, ce dernier vainqueur de la compétition.
Ensuite, entre 2004 et 2007, l'USMA participera quatre fois d'affilée à la Ligue de champions de la CAF.
En 2004, l'USM Alger atteindra les Quarts-de-finales de la compétition, Quarts-de-finales constitués de deux groupes, de quatre clubs chacun, dans le groupe B se trouvent : (L'ES Tunis, l'AS Jean D'arc, Supersport United FC, et l'USM Alger), les rouges et noirs vainqueurs de 2 rencontres à domicile, la première face à l'ES Tunis 3-0, ensuite face à Super Sport United 2-1, et réalisent un seul match nul face l'AS Jean d'Arc 1-1 à domicile, les 3 rencontres disputées à l'extérieur furent toutes perdues par l'USMA qui termine donc 3e de son groupe, avec 7 points, et quitte ainsi la compétition.
En 2005, lors du premier tour de la compétition, L'USMA affronte le club Al Olympic Zaouia, battant ce dernier en aller/retour (0-2)-(0-5), ensuite l'USMA affronte Al Ahly SC au deuxième tour, dans les 8es de finale de la compétition, l'USMA perd son match à domicile, au stade Omar Hamadi à Bologhine (0-1) contre le Ahly, et réalise un match nul sur le score de 2-2 au Caire, Al Ahly s'impose donc 2-3 à l'issue des deux rencontres, l'USMA est éliminé.
En 2006, lors du tour préliminaire de la compétition, l'USMA bat le RC Kadiogo sur le score de 2-1 aux termes des deux confrontations, victoire qui qualifie L'USMA au tour suivant, mais dès le premier tour de la compétition, les rouges et noirs sont éliminés par l'ASC Port Autonome, 2-1 à Dakar et (2-3) a Alger, donc 4-4 à l'issue des deux confrontations (Élimination par RBE).
En 2007, l'USM Alger quitte la compétition Africaine aussitôt que d'habitudes, éliminé par l'AS Finis, dès le tour préliminaire, sur un score égale de 3-3 à l'issue es deux confrontations (élimination par RBE).
En 2015, et après une absence de 8 ans de la Ligue des champions africaine, l'USM Alger enfin retrouve la compétition, et réussit à atteindre la finale de la compétition, et cela pour la première fois de son histoire, mais l'USMA sera finalement battue par le TP Mazembe en finale sur le score de 4-1 a l'issue des deux confrontations. La même année, lors de la phase de groupes de la compétition, l'USMA élimine l'ultime tenant du titre, L'ES Setif de la compétition, battant le club Sétifien sur le score de 2-1 en aller au stade du 8-Mai-1945, et 3-0 au retour à Bologhine. Les Usmistes battent également le MCEE, le 3e club Algérien se trouvant dans le même groupe, sur le score de 2-1 en aller à Bologhine, et 1-0 au retour au stade Messaoud-Zeghar, ainsi l'USMA élimine les deux autres clubs Algériens de la compétition. Le club Soudanais Al Mereikh fait également partie du groupe aux côtés des 3 autres clubs Algériens, l'USMA bat Al Meirekh 1-0 au Stade Omar Hamadi, mais échoue au Soudan, après une défaite 1-0 à Al Mereikh Stadium, les Usmistes ne récolte donc pas les 18 points, et ne réalise pas 6/6 victoires en phase de poules, némoins l'USMA se qualifie en demi-finale de la compétition avec 5 victoires, 15 points au total et une 1re place en phase de groupes. En demi-finale de la compétition, l'USMA affronte Al-Hillal, et bat ce dernier sur sa propre pelouse à Omdourman, sur le score de 2-1, et réalise un match nul 0-0 a Bologhine au match retour, éliminant ainsi le club Soudanais, et se qualifiant en finale pour la première fois de son histoire face au TP Mazembe, l'un de clubs les plus titrés et expérimentés du continent africain.
En 2017, l'USM Alger Champion d'Algérie 2015-2016 parvient de nouveau à atteindre les demi-finales de la Ligue des champions de la CAF, cette fois-ci face au WA Casablanca, avec une nouvelle chance de se qualifier en finale, mais cette fois-ci avec l'espoir de remporté le premier titre de Ligue des champions du club. Mais finalement, l'USMA s'incline sur le score de 3-1 (cumul des deux confrontations), face à son adversaire du Marocain le Wydad AC, ce dernier futur vainqueur du trophée de la Ligue des Champions de la CAF.
En 2020, les Usmistes alors Champion de Ligue 1 Professionnel lors de la saison 2018-2019, parviennent une fois de plus à se qualifiés en Ligue des champions de la CAF et d'atteindre la phase de groupes de la compétition, et ce, malgré les grandes difficultés financière, administratifs et techniques au sein du club, à la suite des démêlés judiciaires du propriétaire de l'ETRHB, Ali Haddad en début d'année 2019. Lors de la face de groupes de la Ligue Des Champions de la CAF  l'USM Alger s'inclina lors de 3 rencontres dont une à domicile, d'abord face a Mamelodi Sundowns au stade Mustapha-Tchaker sur le score de 0-1, ensuite à Pretoria au Stade Loftus Versfeld Stadium sur le score de 2-1, ainsi que face au Wydad AC 3-1 au stade Mohammed-V, les Usmistes réalisent 3 matchs nuls afin d'atteindre un total de 3 points à leurs compteur, un match nul sur le score de 1-1 face au Wydad AC au stade Mustapha-Tchaker ainsi qu'une égalité à deux reprises face au Petro Atletico, d'abord 1-1 à Luanda ensuite 2-2 au Stade du 20-Août-1955 (Alger). L'USMA termine donc 4e et dernier de sa poule avec seulement 3 points derrière tous ses adversaires et quitte la compétition continentale lors d'une saison qui fut très dur et laborieuse pour les Rouges et Noirs, et ce sur différents plans.

### Supercoupe de la CAF
Trois mois après son premier sacre continental en Coupe de la confédération, l'USM Alger participe à la 29ème finale de son histoire, à Taëf en Arabie Saoudite et remporte un nouveau trophée continental en s’imposant face à Al Ahly Sporting Club (1-0) en finale de l'édition 2023 de la Supercoupe de la CAF. L’unique réalisation de la rencontre a été l’œuvre de Zineddine Belaïd, sur pénalty, à la 43ème minute de jeu. Ainsi, l'USM Alger devient le seul club algérois à remporter la Supercoupe de la CAF et la deuxième équipe algérienne après l'ES Sétif, depuis la création de la compétition en 1993.

### Statistiques en compétitions de la CAF
- La plus large victoire obtenue dans un match : en 2004 contre l'ASFA Yennenga, 8-1.
- La plus large défaite concédée : en 1998, contre Primeiro de Agosto 3-0 et en 2013, contre l'US Bitam 3-0.
- Meilleur buteur de la compétition : Mamadou Diallo, 10 buts, en 2004. Tarek Hadj Adlane, 8 buts en 1997.
- Plus grand nombre de victoires/points en phase de poules : 5 victoires (15 points) en 2015.
- Joueur le plus capé en compétitions de la CAF : Mohamed Lamine Zemmamouche avec 43 matchs.
- Plus grand nombre de buts inscrits en compétitions de la CAF : Billel Dziri avec 16 buts.
- Plus longue invincibilité à domicile en Coupes d'Afrique : 13 matchs.
- 3e Club Algérien ayant le plus participé en compétitions continentales avec 18 participations, derrière la JS Kabylie et l'ES Setif.